# Myszyniec (gmina)
Myszyniec – gmina miejsko-wiejska w województwie mazowieckim, w powiecie ostrołęckim. W latach 1975–1998 gmina położona była w województwie ostrołęckim.
Siedziba gminy to Myszyniec.
Według danych z 30 czerwca 2004 gminę zamieszkiwało 10 250 osób. Natomiast według danych z 31 grudnia 2019 roku gminę zamieszkiwało 10 437 osób.
Gmina powstała w Królestwie Polskim w 1868 roku w powiecie ostrołęckim w guberni łomżyńskiej, z obszaru zniesionej gminy Stary Myszyniec. 31 maja 1870 do gminy przyłączono pozbawiony praw miejskich Myszyniec, odłączając równocześnie kilka wsi na korzyść gminy Wach.

## Struktura powierzchni
Według danych z roku 2002 gmina Myszyniec ma obszar 228,59 km², w tym:
- użytki rolne: 71%
- użytki leśne: 24%

Gmina stanowi 10,89% powierzchni powiatu.

## Demografia
Według Powszechnego Spisu Ludności z 1921 roku gminę zamieszkiwało 7.671 osób, 7.619 było wyznania rzymskokatolickiego, 4 prawosławnego, 21 ewangelickiego a 927 mojżeszowego. Jednocześnie 6.941 mieszkańców zadeklarowało polską przynależność narodową a 730 żydowską. Było tu 1.268 budynków mieszkalnych.

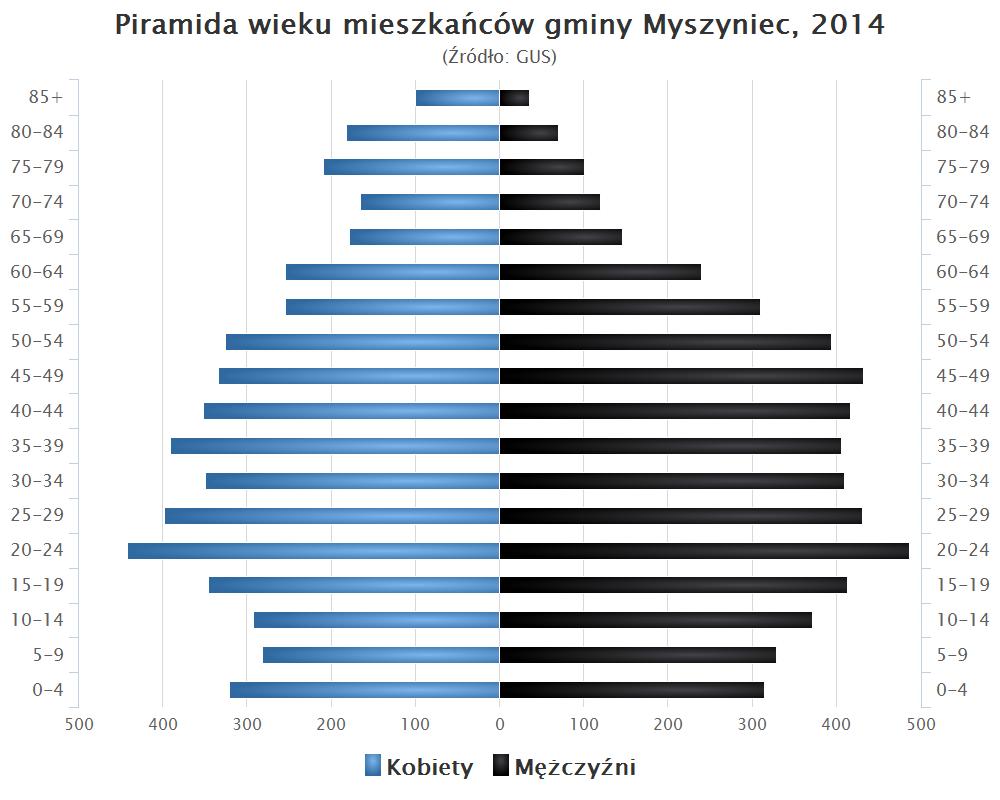
Piramida wieku mieszkańców gminy Myszyniec w 2014 roku

Dane z 30 czerwca 2004:
| Opis                              | Ogółem | Ogółem | Kobiety | Kobiety | Mężczyźni | Mężczyźni |
| --------------------------------- | ------ | ------ | ------- | ------- | --------- | --------- |
| jednostka                         | osób   | %      | osób    | %       | osób      | %         |
| populacja                         | 10 250 | 100    | 4992    | 48,7    | 5258      | 51,3      |
| gęstość zaludnienia (mieszk./km²) | 44,8   | 44,8   | 21,8    | 21,8    | 23        | 23        |

## Sołectwa
Białusny Lasek, Cięćk, Charciabałda, Drężek, Gadomskie, Krysiaki, Myszyniec-Koryta, Myszyniec Stary, Niedźwiedź, Olszyny, Pełty, Świdwiborek, Wolkowe (sołectwa: Wolkowe I i Wolkowe II), Wydmusy, Wykrot, Zalesie, Zdunek.

## Sąsiednie gminy
Baranowo, Czarnia, Kadzidło, Łyse, Rozogi